# Clockwork Revolution
Clockwork Revolution est un futur jeu vidéo de type action-RPG développé par InXile Entertainment et publié par Xbox Game Studios. Le jeu devrait sortir sur Microsoft Windows et Xbox Series.

## Synopsis
Avalon, la métropole steampunk de l'ère victorienne, sert de décor principal à Clockwork Revolution. En ville, de riches fabricants remplacent leurs membres manquants par des prothèses mécaniques élaborées, et des esclaves mécaniques répondent à tous leurs besoins. Mais les sources de ces avancées technologiques sont sinistres : Lady Ironwood utilise le voyage dans le temps pour modifier les événements du passé d'Avalon afin de maintenir la hiérarchie sociale qui profite à elle et à ses concitoyens de la classe supérieure. Le jeu explore également des thèmes politiques, suggérant la présence de différentes factions et idéologies avec lesquelles les joueurs peuvent s'aligner.

## Système de jeu
Clockwork Revolution est un jeu de type action-RPG joué à la première personne. Il propose des combats dynamiques incluant des voyages dans le temps, un système de jeu de rôle et la possibilité de créer votre propre personnage à partir de zéro.
Les joueurs utiliseront le Chronomètre, un appareil de voyage dans le temps. Cela permet aux joueurs de voyager à travers le temps, de choisir comment influencer le passé, puis de revenir dans le présent pour ressentir les effets de vos décisions. De plus, les scènes de jeu du teaser présentent des combats armés à la première personne avec une gamme de mousquets et d'autres armes plus sophistiquées, mais fonctionnellement similaires. Les armes dans Clockwork Revolution sont un mélange de technologie steampunk et d'armes à feu de la fin du XIXe siècle, notamment des revolvers, des répétiteurs à levier et des pistolets Gatling modifiés.

## Développement
Clockwork Revolution est le premier jeu AAA d'InXile Entertainment sous Xbox Game Studios. C’est aussi leur plus gros jeu en termes de portée et de budget. Le jeu a été annoncé pour la première fois lors de l'Xbox Games Showcase le 12 juin 2023. Le jeu est dirigé par Chad Moore en tant que directeur de celui-ci et Jason Anderson en tant que concepteur principal. Le jeu devrait sortir sur Microsoft Windows et Xbox Series.